# Dominika Kimaty
Dominika Kimaty (ur. 6 sierpnia 1986 w Szczecinie) – polska aktorka, tancerka i piosenkarka.

## Życiorys
W 2009 roku ukończyła studia na PWST w Krakowie. Jest córką Polki, natomiast jej ojciec pochodzi z Tanzanii. Od 2011 do 2015 roku wcielała się w postać Sary Brown w serialu TVP2 Barwy szczęścia, która była jej serialowym debiutem.
Oprócz tego występuje w Teatrze Współczesnym w Szczecinie oraz Teatrze im. Wojciecha Bogusławskiego w Kaliszu.
Jako aktorka teatralna w 2009 roku debiutowała rolą księżniczki Małgorzaty w Iwonie, księżniczce Burgunda w reżyserii Małgorzaty Hajewskiej-Krzysztofik zrealizowanej na scenie krakowskiej PWST. Za rolę Maszy w przedstawieniu dyplomowym PWST w Krakowie pt. Mewa w reż. Natalii Sołtysik w 2009 roku została wyróżniona na Ogólnopolskim Festiwalu Szkół Teatralnych w Łodzi. Natomiast w 2010 roku otrzymała wyróżnienie na 50. Kaliskich Spotkaniach Teatralnych za rolę Monique w Getsemani w reżyserii Anny Augustynowicz w 2010 w przedstawieniu Teatru Współczesnego w Szczecinie oraz Teatru im. Bogusławskiego w Kaliszu. Również w Teatrze Współczesnym Szczecinie wciela się w rolę Marzenie Podkolesina w Ożenku Gogola.

## Filmografia
- 2011–2015: Barwy szczęścia jako Sara Brown
- 2012: Ogień jako kobieta (etiuda szkolna)
- 2017: Atak paniki jako stewardesa